# Шафік Аминєв-Тамьяні
Шафік Аминєв-Тамьяні (справжнє ім'я — Аминєв Шафік Аминевич, башк. Шафиҡ Әминев-Тамъяни, 1858—1936) — башкирський поет, сесен-імпровізатор.

## Біографія
Народився у 1858 році в селі Абдулгазіно Верхньоуральського повіту Оренбурзької губернії (нині Абзеліловського району Башкортостану). Його батько відправив сина на навчання до міста Троїцька в Медресе «Расулія».
Володів тюрки, арабською та перською мовами. Більшу частину життя провів у рідному селі, займаючись ремеслами.
Влітку навчав казахських дітей, сам забезпечував себе всім необхідним. Після смерті батьків він повернувся додому і доглядав за своїми молодшими братами..
У роки радянської колективізації був зарахований до куркулів, все майно у нього було відібрано. Односельцям, що поважали муллу за справедливість, за розум і освіченість, вдалося відстояти земляка від висилки до Сибіру. А його вірші, зібрані в мішок, рідні нишком заховали на горищі свого будинку.
Увійшов в історію башкирської літератури як поет-імпровізатор, сесен і продовжувач традицій Міфтахетдін Акмулли. Його псевдонім Тамьяні походить від назви башкирського племені Тамьян. Він є автором поетичних циклів «Життя людини», «Урал».
Поряд з Акмуллою, Зайнуллою-ішаном, також і Шафік Аминєв-Тамьяні був великим тлумачем Корану та релігійних канонів, але одночасно вони всі були філософами, просвітителями, що усвідомлювали необхідність і важливість вивчення світських наук.
Помер в 1931 році (за іншими даними, 1936). Похований у хуторі Янаулово Абзеліловського району Башкирської АРСР.

## Ушанування пам'яті
- У Абзеліловському районі Республіки Башкортостан щорічно проводяться змагання сесенів імені Шафіка Аминєва-Тамьяні.
- У селі Аскарово Абзеліловського району його ім'ям названа вулиця.